# Nordlig pelssæl
Den nordlige pelssæl, eller nordlig søbjørn (Callorhinus ursinus) er en øresæl, der lever i det nordlige Stillehav, Beringshavet og Okhotske Hav.
Nordlig pelssæl er den største af pelssælerne (underfamilie Arctocephalinae) og er bl.a. kendetegnet ved meget stor kønsdimorfi, idet hannerne er 30-40% længere og mere end 4.5 gange så tung som hunnerne. De har en meget kort og afstumpet snude (det latinske navn betyder bjørnen med den smukke snude). Baglufferne er meget lange, da tæerne er forlængede med brusk. Hannerne er robust byggede og med en tyk manke af lange, tykke dækhår.
Nordlig pelssæl lever af pelagiske fisk og blæksprutter, som f.eks. kulmule, sild, lygtefisk, lodde, sej og makrel. Deres væsentligste fjender er hajer og spækhuggere.
Der har historisk været en meget omfattende jagt på nordlig pelssæl.Jagten går flere tusind år tilbage, hvor sælerne var et vigtigt jagtdyr i Alaska og nordlige Asien, men accelererede i 1786, da Gavriil Pribylov opdagede St. Georges Ø (en del af Pribiloføerne i Alaska), som er en af de vigtigste ynglepladser for sælerne. Det skønnes at omkring 2,5 millioner sæler blev dræbt mellem 1786 to 1867, på grund af deres meget eftertragtede pels. Denne omfattende jagt gik kraftigt ud over bestanden og medførste regulering af jagten, i første omgang af Rusland i 1834 på Pribiloføerne. Efter USA købte Alaska af Rusland i 1867 blev jagten givet fri igen, indtil en traktat mellem Storbritannien (på vegne af Canada), Japan, Rusland og USA stort set stoppede jagten. I 1912 anslås det at bestanden ved Pribiloføerne var gået tilbage fra adskillige millioner til 216.000 sæler. Bestanden vurderes i dag til at være sårbar, idet ungeproduktionen er gået tilbage. Der er ikke enighed om årsagerne til denne tilbagegang, men mulige årsager er øget predation fra spækhuggere, konkurrence fra fiskeriet og klimaændringer.